# Survivors (album)
Survivors è il primo album, autoprodotto, dei Samson, gruppo appartenente alla NWOBHM del chitarrista Paul Samson (1953 - 2002). Di questo album esistono due versioni, la prima con alla voce lo stesso Paul Samson, la seconda cantata da Bruce Dickinson (che all'epoca utilizzava lo pseudonimo Bruce Bruce), entrato nella band solo successivamente alla registrazione di Survivors.

## Tracce
1. It's not as easy as it seems - 3:05 -  (P. Samson, J. McCoy)
2. I wish i was the saddle of a school girls bike - 3:09 -  (P. Samson, J. McCoy)
3. Big brother - 6:16 -  (P. Samson, J. McCoy)
4. Tomorrow or yesterday - 6:34 -  (P. Samson)
5. Koz - 4:26 -  (P. Samson, J. McCoy)
6. Six foot under - 5:11 -  (P. Samson, J. McCoy)
7. Inside out - 4:08 -  (P. Samson, J. McCoy)
8. Wrong side of time - 4:49 -  (P. Samson, J. McCoy)

## Gruppo
- Bruce Bruce - voce (appare solo in copertina)
- Paul Samson - voce e chitarra
- Chris Aylmer - basso (appare solo in copertina)
- Thunderstick - batteria

## Altri musicisti
- John McCoy - basso
- Colin Towns - tastiere